# Придел Ангела (фильм)
«Придел ангела» (Angel`s Aisle, The Angel`s Side Chapel; другое название «Линия Маннергейма») — российская историческая драма о последних послереволюционных десятилетиях существования Старых Ладожских Монастырей — Валаама и Коневца, разворачивающихся на фоне исторических событий 1917—1939 годов.
Мировая премьера — Кинофестиваль «Окно в Европу», Выборг, Россия, август 2008. Европейская премьера — Фестиваль «Кинооктябрь», Хельсинки, октябрь 2009. Выход на экраны — апрель 2009 года. Выход в прокат в России — 27 апреля 2009 года.
Дистрибьютер в России — «Монолит rec.»

## Сюжет
1924 год. Молодой советский комиссар Максим, сын православного священника, отправляется по заданию спецслужб на маленький остров-монастырь в Ладожском озере, отошедший после смуты 1917–1922 годов Финляндии. Остров — важный стратегический объект, где находится штаб береговой артиллерии Финской армии. Это место включено в знаменитую линию обороны Финляндии — линию Маннергейма, приезд которого на остров ожидается в скором времени. Суть задания Максима — ликвидация К. Г. Маннергейма, на тот момент Председателя Совета государственной обороны Финляндии.
В рамках задания Максим должен также устранить и проводника, обеспечивающего нелегальный переход через советско-финскую границу. Проводником оказывается маленькая карельская девочка Женя — сирота, убить которую Максим оказывается не в состоянии и решает взять её с собой в монастырь. Пересекая границу, Максим и Женя автоматически получают статус беженцев — эмигрантов.
Благодаря своему знанию религиозных обрядов и навыкам профессионального разведчика Максим успешно выдаёт себя за паломника, желающего стать монахом, а Женю, чтобы не вызвать лишних подозрений, за мальчика, своего брата.
По мере приближения приезда Маннергейма на остров Максим, не без влияния его маленькой спутницы — Жени, переживает нравственный перелом. Несмотря на благоприятные обстоятельства для совершения покушения на генерала, Максим не может выполнить задание.

## В ролях
- Алексей Морозов — Максим Прошин
- Мария Резник — маленькая Женя
- Эмилия Спивак — взрослая Женя
- Тапани Пертту — генерал Маннергейм
- Владимир Матвеев — отец Маврикий, настоятель монастыря
- Артур Ваха — отец Владимир
- Лев Елисеев — отец Святослав
- Олег Рязанцев — молодой монах
- Александр Баргман — Фёдор
- Виталий Коваленко — Пётр
- Екатерина Новикова — Мария
- Витас Эйзенах — Ратиккайнен
- Александр Анриа — Хеллмарк
- Александр Куйкка — Маркку
- Александр Кондратьев — Вилхо
- Дмитрий Лысенков — Жжёнов
- Леонид Максимов — человек во френче